# MFK Havířov
MFK Hawierzów – czeski klub piłkarski z Hawierzowa, grający w Dywizji E. Klub założony w 2006 roku po połączeniu FK Hawierzów i FK Slovan Hawierzów. Jest uważany za następcę FK Hawierzów powstałego w 1922. Pseudonim "Indianie" pochodzi od amerykańskich motocykli sprzedawanych przed wojną.
Stadion Dukla, na którym gra MFK, może pomieścić 7500 osób. Stroje, w jakich występują piłkarze są koloru niebieskiego u siebie oraz czerwono-białego na wyjeździe.